# Ling Jihua
Li Jinghua, född 22 oktober 1956, är en före detta kinesisk kommunistisk politiker på ledande nivå. Han var chef för Centrala avdelningen för enhetsfronten från 1 september 2012 till 31 december 2014 och vice ordförande i Kinesiska folkets politiskt rådgivande konferens från 11 mars 2013 till 20 januari 2015. Han ansågs stå Hu Jintao när och var Hus "fixare" när han var vid makten.
Ling föddes i en kommunistisk kaderfamilj i Shanxi-provinsen i norra Kina. Han och hans bröder fick alla namn som anspelar på kommunistpartiets politik; Lings namn Jihua, som ordagrant betyder "plan", syftar på ordet "planekonomi".
Under kulturrevolutionen sändes han i likhet med många andra ungdomar att arbeta på landsbygden. I juni 1975 blev han medlem i Kinas kommunistiska ungdomsförbund och i juni följande år blev han fullvärdig medlem i kommunistpartiet. Han gjorde sin karriär i ungdomsförbundet i nära samarbete med Hu Jintao.
Han blev suppleant i Centralkommittén i Kinas kommunistiska parti 2002 och ordinarie ledamot 2007. Han blev chef för den  Centralkommitténs allmänna kontor från 2007, men avsattes från denna post 2012 och utnämndes istället till Centrala avdelningen för enhetsfronten i Kinas kommunistiska parti, där han tjänstgjorde fram till december 2014.
I mars 2012 avled Lings son Ling Gu som kraschat i en Ferrari 458 Italia. Ling försökte länge dölja omständigheterna kring sin sons död, vilket bidrog till att förhindra en befordran av Ling på partiets kongress i november samma år.
I juli 2014 uteslöts Ling Jihua från kommunistpartiet och åtalades för korruption, vilket anses vara ett led i president Xi Jinpings kampanj för att ena partiet under hans ledning. I juli 2016 dömdes han till livstids fängelse för korruption.